# Красна Лука
Кра́сна Лука́ — село в Україні, центр Краснолуцької сільської громади Миргородського району Полтавської області. Населення становить 1147 осіб. Орган місцевого самоврядування — Краснолуцька сільська рада.
Після ліквідації Гадяцького району у липні 2020 року увійшло до Миргородського району.

## Географія
Село Красна Лука знаходиться на березі річки Грунь, вище за течією примикає село Римарівка, нижче за течією на відстані 1 км розташоване село Хитці. Річка в цьому місці звивиста, утворює лимани, стариці та заболочені озера.

## Походження назви
За місцевою легендою, чумаки, що прямували до Криму по сіль або повертались назад, обов'язково зупинялись на місці нинішнього поселення. Вони ж, за переказами, й найзвали цю чарівну місцину Красними (тобто красивими) Луками. Але ще в 1950 році село мало назву Червона Лука.

## Населення

### Мова
Розподіл населення за рідною мовою за даними перепису 2001 року:
| Мова            | Кількість | Відсоток |
| --------------- | --------- | -------- |
| українська      | 1106      | 96.42%   |
| російська       | 31        | 2.70%    |
| вірменська      | 7         | 0.61%    |
| румунська       | 1         | 0.09%    |
| польська        | 1         | 0.09%    |
| інші/не вказали | 1         | 0.09%    |
| Усього          | 1147      | 100%     |

## Історія
- Уперше село згадується в історичних документах, датованих 21 травня 1708 року. У «Літописі землі Гадяцької» читаємо, що Красна Лука Гадяцького полку було подароване гетьманом Іваном Скоропадським пані Романовій-Бороховичевій.

- Належало родині Бороховичів.
- 1782 року воно значиться як власність гетьмана Кирила Розумовського з населенням 176 чоловік, діючою дерев'яною Миколаївською церквою, побудови 1756 року.
- 1785 році село було продане державній скарбниці. Красна Лука до середини XIX ст. стала досить великим селом.
- За даними на 1859 рік у власницькому, казеному та козацькому селі Гадяцького повіту Полтавської губернії, мешкала 1561 особа (820 чоловічої статі та 741 — жіночої), налічувалось 191 дворове господарство, існувала православна церква[3].
- Станом на 1900 рік село було центром окремої, Краснолуцької волості[4].
- Тут була досить розвинута освітня справа, адже в Красній Луці діяли аж 5 шкіл: дві земські, дві церковнопарафіяльні та школа грамоти.
- Першою ластівкою промислового прогресу в с. Красній Луці став збудований у 1907 році підприємцями Бойком та Нижником млин, а вже на 1910 рік у селі працював ще й завод ягідних та фруктових вин.
- Село постраждало внаслідок геноциду українського народу, проведеного окупаційним урядом СРСР 1923-1933 та 1946-1947 роках.
- До Другої світової війни на території Краснолуцької сільської ради, яку ще певний час називали Червонолуцькою, діяли кілька колгоспів: «Червоний партизан», «Радянське життя» (с. Красна Лука) та «Зразок життя», «Вільна праця» (с. Хитці). У 1939 році до її складу входили 3 населені пункти. У воєнні роки жителі Краснолуцької сільської ради зробили великий внесок у розгром ворога. Багато з них пішли на фронт, а в період окупації у Красній Луці діяла партизанська група, усі члени якої загинули від рук нацистів. Усім визволителям, що загинули в боях за село вдячні селяни встановили обеліски та надгробки.
- У післявоєнний час відбулися помітні зміни у житті села. Розвивалася культурно-освітня та соціальна сфери. Основним підприємством Краснолуцької сільської ради є СПОП «Нива», організоване на базі колгоспу «Прапор комунізму».

Попри нестачу коштів та проблеми культурних закладів в центрі села продовжує працювати будинок культури. І не просто працює, його працівники зуміли зберегти і поповнити колективи народної самодіяльності. Гордістю місцевих жителів є Народний самодіяльний фольклорний ансамбль «Берегиня» та Народний самодіяльний хор Краснолуцького сільського будинку культури. У 2022 році з'явився волонтерський осередок  "Лариса і команда".
22 червня 2023 року рішенням Національної комісії зі стандартів державної мови віднесено до списку населених пунктів, які «можуть не відповідати лексичним нормам української мови», зокрема стосуватися «російської імперської чи колоніальної політики». Громаді рекомендовано обґрунтувати доцільність збереження поточної назви або запропонувати нову назву в установленому законодавством порядку.

## Уродженці
- Яновський Гаврило (1897 - ? ) - вояк армії УНР. Закінчив Українську господарську академію в м.Подєбради 1928 року за фахом інженер, хемік - технолог.
- Крат Павло Георгійович — український громадсько-політичний і церковний діяч (євангельський пастор), революціонер, поет, прозаїк, драматург, журналіст, редактор, перекладач, видавець, педагог.
- Павленко Мар'яна Дементіївна — українська радянська діячка, педагог, директор Семенівської неповної середньої школи Липово-Долинського району Сумської області. Депутат Верховної Ради УРСР 2—3-го скликань.
- Сергієнко Микола Іванович — український радянський залізничник, начальник Придніпровської (2005—2006) та Донецької (2008—2010) залізниць, перший заступник генерального директора Укрзалізниці (2010–2014).